# ALIA's CARNIVAL!
《ALIA's CARNIVAL!》是日本NanaWind在2014年3月28日發售的戀愛冒險類型成人遊戲。2015年5月29日發售續作《ALIA's CARNIVAL! Flowering Sky》。2015年10月29日由dramatic create發售PlayStation Vita版《ALIA's CARNIVAL! 聖禮》（ALIA's CARNIVAL! サクラメント），2019年3月14日發售PlayStation 4版《ALIA's CARNIVAL! 聖禮補遺》（ALIA's CARNIVAL! サクラメントプラス）。2016年5月27日發售合集《ALIA's CARNIVAL! Wパッケージ》。

## 故事
在春天的時候，才城蓮回到久違的故鄉櫻學區並且轉學到櫻雲台學院，但在到校不久就被捲入一場明日葉和學生之間的糾紛。解救明日葉後在她的邀請下進入明日吹未來的風研究會（簡稱為明日研）開始新的校園生活。

## 角色

### 主要角色
才城蓮
本作的男主角，2年10組的學生。小時候因為家中事情而離開櫻學區，經過6年直到父親過世後才再次回到故鄉。
逢坂明日葉（聲：桐谷華）
生日：4月4日（白羊座）　身高：158cm　體重：46kg　胸圍：E
2年7組的學生，明日研的部長，學院長的孫女。以學院最高榮譽稱號ALIA為目標，因此看上蓮的能力並且邀請他進入明日研。
櫻小路月詠（聲：小岩井小百合）
生日：5月21日（金牛座）　身高：160cm　體重：49kg　胸圍：D
2年10組的學生，風紀監査委員會的委員長。
朝宮椎名
生日：1月7日（摩羯座）　身高：154cm　體重：46kg　胸圍：G
2年10組的學生，明日研的部員，蓮小時候的青梅竹馬。
才城花林（聲：秋野花）
生日：10月30日（天蠍座）　身高：150cm　體重：43kg　胸圍：D
1年16組的學生，雕刻部的部員，蓮的妹妹。
篠之森弓
生日：2月25日（雙魚座）　身高：155cm　體重：45kg　胸圍：F
2年7組的學生，明日研的部員。
戀川志穗（聲：葵時緒）
生日：7月19日（巨蟹座）　身高：153cm　體重：46kg　胸圍：B
2年10組的學生和班長，雕刻部的部員。在ALIA's CARNIVAL! Flowering Sky中升格為女主角。
小鳥遊七菜（聲：三代真子）
身高：157cm　體重：45kg　胸圍：D
2年14組的學生，第二天文部的部長。ALIA's CARNIVAL! サクラメント的新角色。

### 其他角色
朔日祈莉（聲：花寺香蓮）
身高：149cm　體重：42kg　胸圍：D
2年3組的學生，學生會的成員。ALIA's CARNIVAL! Flowering Sky的新角色。
白幸櫻子（聲：藤乃理香）
生日：9月27日（天秤座）　身高：168cm　體重：50kg　胸圍：H
櫻雲台學院的老師，蓮和花梨的表姊和監護人。
財前硯（聲：御子神貓）
生日：6月1日（雙子座）　身高：147cm　體重：41kg　胸圍：AA
1年22組的學生，風紀監査委員會的副會長。
理子
身高：144cm　體重：38kg　胸圍：C
圖書塔的圖書館員。
乃木坂百合香
生日：8月22日（獅子座）　身高：146cm　體重：40kg　胸圍：A
3年19組的學生，神秘學研究會的成員。
三園未緒
生日：11月9日（天蠍座）　身高：157cm　體重：47kg　胸圍：B
2年24組的學生，茶道部的副部長。
更衣桂次
2年10組的學生，明日研的部員。
御手洗武志（聲：小池竹藏）
2年10組的學生。
行方靜造（聲：邊鴉凱）
櫻雲台學院的老師，和蓮的父親是老友關係。

## 主題歌
ALIA's CARNIVAL!
- 片頭曲「未来の風が吹く」[12]

作詞：八　作曲：和解事件　編曲：Cap　歌：NANA
- 片尾曲「悠久の場所」

作詞：八　作曲：Cap　編曲：和解事件　歌：NANA
ALIA's CARNIVAL! Flowering Sky
- 片頭曲「Flowering Memory」[13]

作詞：伏木ひなた　作曲/編曲：和解事件　歌：西沢はぐみ
- 片尾曲

作詞：伏木ひなた　作曲/編曲：Cap　歌：西沢はぐみ

## 工作人員
ALIA's CARNIVAL!
- 原畫：七尾奈留、Mitha[14]
- 劇本：葉月サイ、大阪ゲノム
- 音樂：Angel Note、NORAS
- 監製：大阪ゲノム

ALIA's CARNIVAL! Flowering Sky
- 原畫：七尾奈留、Mitha[15]
- 劇本：葉月サイ、大阪ゲノム、桷修斗
- 音樂：Angel Note、NORAS
- 監製：の氏

## 評價
《ALIA's CARNIVAL!》在萌系遊戲大賞舉辦的2014年間排名獲得第25名和2014年3月的月間賞第4名。《ALIA's CARNIVAL! Flowering Sky》也在萌系遊戲大賞舉辦的2015年間排名中獲得第25名和2015年5月的月間賞第2名。《Fami通》1403号的クロスレビュー對PlayStation Vita版給予27/40評分。

## 外部連結
- ALIA's CARNIVAL!（页面存档备份，存于）NanaWind（日語）
- ALIA's CARNIVAL!（页面存档备份，存于）萌えAPP（日語）
- ALIA's CARNIVAL!中文版官方網站（页面存档备份，存于）HIKARI FIELD（简体中文）
- ALIA's CARNIVAL! Flowering Sky（页面存档备份，存于）NanaWind（日語）
- ALIA's CARNIVAL! Flowering Sky（页面存档备份，存于）萌えAPP（日語）
- ALIA's CARNIVAL! Flowering Sky中文版官方網站 （页面存档备份，存于）HIKARI FIELD（简体中文）
- ALIA's CARNIVAL! サクラメント（页面存档备份，存于）dramatic create（日語）